# Genianthus rufovelutinus
Genianthus rufovelutinus är en oleanderväxtart som beskrevs av George King och Gamble. Genianthus rufovelutinus ingår i släktet Genianthus och familjen oleanderväxter. Inga underarter finns listade i Catalogue of Life.